# Lothar Scheithauer
Lothar Johannes Scheithauer (* 8. Juli 1923 in Plauen; † 10. März 2008 in Göttingen) war ein deutscher Germanist.

## Leben

### Anfänge
Im Vogtland geboren kam Scheithauer schon als Kind mit seinen Eltern nach Leipzig. Auf der Thomasschule, zu der er wegen guter Schulzeugnisse und musikalischer Begabung zugelassen wurde, legte er das Abitur ab. Der Kriegsdienst im Zweiten Weltkrieg, zu dem er nach der Reifeprüfung einberufen worden war, verhinderte zunächst die Studienaufnahme.

### Studium und hochschulpolitische Tätigkeit
Als im Sommersemester 1946 die Universität Leipzig ihren Betrieb wieder aufnehmen konnte, immatrikulierte Scheithauer sich in deren Philosophischer Fakultät. Dort lernte er Wolfgang Natonek kennen, mit dem er bis zu dessen Tod 1994 befreundet war. Von Natonek beeinflusst, trat er der LDP und der Liberalen Hochschulgruppe bei. Nachdem die Hochschulgruppen von LDP und CDU bei den Studentenratswahlen 1947 die Mehrheit gewannen, wurde Natonek Studentenratsvorsitzender und Scheithauer Sprecher der Studentenschaft der Philosophischen Fakultät der Leipziger Universität. Er war maßgeblich an der Organisation des einzigen gesamtdeutschen Studentenkonvents der damaligen Zeit auf der Wartburg bei Eisenach beteiligt. Zudem gehörte er der Programmkommission der Liberalen Hochschulgruppe an, die eine liberale Hochschulpolitik als Kontrapunkt zu den Vorstellungen der SED formulierte. Nach der Verhaftung Natoneks, der von einem sowjetischen Militärtribunal zu 25 Jahren Haft verurteilt wurde, im November 1948 und dem folgenden Verbot der Liberalen Hochschulgruppe, war für Scheithauer eine direkte politische Tätigkeit nicht mehr möglich. Zudem musste er 1949 seine mit „sehr gut“ bestandene Abschlussprüfung im Fach Geschichte wiederholen, da – so Walter Markov in einem Schreiben an den Fakultätsdekan – die zuvor vorgelegte Arbeit keine Gewähr dafür bieten würde, dass Scheithauer „im Unterricht an der Oberstufe der Einheitsschule die Belange der materialistischen Weltanschauung und die Geschichte Osteuropas hinreichend in genügendem Maße“ vertreten würde.

### Wissenschaftliche Arbeit in Leipzig
Trotz seiner oppositionellen Haltung war es Scheithauer Anfang der 1950er Jahre noch möglich, in Leipzig wissenschaftlich zu arbeiten. Begünstigt wurde dies durch die noch amtierenden nichtsozialistischen Lehrstuhlinhaber an der dortigen Philosophischen Fakultät, so wurde er im Juni 1951 Assistent bei Hermann August Korff, dem Verfasser des vierbändigen Werks Geist der Goethezeit. Bereits zuvor hatte er bei Ludwig Erich Schmitt begonnen, eine Dissertation zur Kritik schallanalytischer Theorien in der Rhythmusforschung von Sprach- und Musikwissenschaft zu verfassen, mit der im April 1952 promoviert wurde. Anschließend war er neben seiner Assistententätigkeit, nach Korffs Emeritierung 1954 bei Hans Mayer, auch als Theaterkritiker für die LDPD-Zeitung Sächsisches Tageblatt tätig. Zudem wurde ihm vom Reclam-Verlag die Neubearbeitung des Faust-Kommentars von Theodor Friedrich angetragen, die er über mehrere Jahrzehnte betreuen sollte. Das Ende seiner Leipziger Zeit kündigte sich Anfang 1958 an, als er – wie alle als „bürgerlich“ angesehenen Assistenten in den geisteswissenschaftlichen Fächern – nur noch einen befristeten Vertrag erhielt. Die Staatssicherheit hatte zuvor über ihn notiert:

„Dr. Scheithauer wirkt besonders stark auf viele bürgerliche Studenten, die Dr. Scheithauer für ihr Vorbild hielten. SED-Genossen der Gruppe Germanistik sind gehalten, Scheithauer den Nimbus als Haupt der Opposition zu nehmen und ihn fachlich zu entlarven.“

### Arbeit in Göttingen
Nachdem eine wissenschaftliche Zukunft für Scheithauer in der DDR nicht mehr denkbar war, ging er zum Wintersemester 1958/59 nach Göttingen und wurde an der dortigen Georg-August-Universität Assistent bei Wolfgang Kayser, diesen hatte ihm Korff bereits im September 1951 anempfohlen, für den Fall, dass er Leipzig und die DDR verlassen wolle oder müsse. Hier stellte er die in Leipzig begonnene Neubearbeitung des Faust-Kommentars für Reclam fertig, die 1959 erstmals in der Universal-Bibliothek erschien. Nachdem Kayser bereits im Januar 1960 verstorben war, gab Scheithauer eine weitere wissenschaftliche Laufbahn auf und wurde, nach dem obligatorischen Referendariat, Studienrat am Max-Planck-Gymnasium in Göttingen, wo er seinen Freund aus Leipziger Studentenratstagen, Wolfgang Natonek, wiedertraf, der dort ebenfalls unterrichtete. Von 1971 bis zum Eintritt in den Ruhestand 1988 war Scheithauer als Studiendirektor Stellvertreter des Direktors des Max-Planck-Gymnasiums, von 1977 bis 1978 sowie 1983 übernahm er interimsweise das Schulleiteramt. Neben seiner Lehrertätigkeit engagierte Scheithauer sich im Verband Liberaler Akademiker, an dessen Pfingstkonventen er regelmäßig auch als Referent teilnahm.

## Schriften
- Rhythmus und Volkslied. Ein Beitrag zum methodischen Problem der Rhythmusanalyse. Leipzig 1952 (Maschinschrift; Leipzig, Universität, Dissertation vom 18. April 1952).
- Kommentar zu Goethes Faust. Mit einem Faust-Wörterbuch und einer Faust-Bibliographie (= Universal-Bibliothek 7177–7180/1780a). (in Nachfolge von Theodor Friedrich). Reclam, Stuttgart 1959 (Nachdruck. ebenda 1999, ISBN 3-15-007177-1).